# Église Saint-Léger de Cognac
Pour les articles homonymes, voir Église Saint-Léger.
L'église Saint-Léger est la plus grande des églises de Cognac. Ancienne prieurale des bénédictins, elle est aujourd'hui la principale église paroissiale de la ville. Construite à partir de 1130, elle fut agrandie et remaniée au cours des trois siècles qui suivirent, ce qui explique la présence de nombreux styles architecturaux, un assemblage unique dans une région où on observe une prédominance du style roman.
Située à l'intersection des rues piétonnes Aristide Briand et d'Angoulême, au cœur du centre historique, elle est classée monument historique depuis le 28 mai 1883.

## Histoire

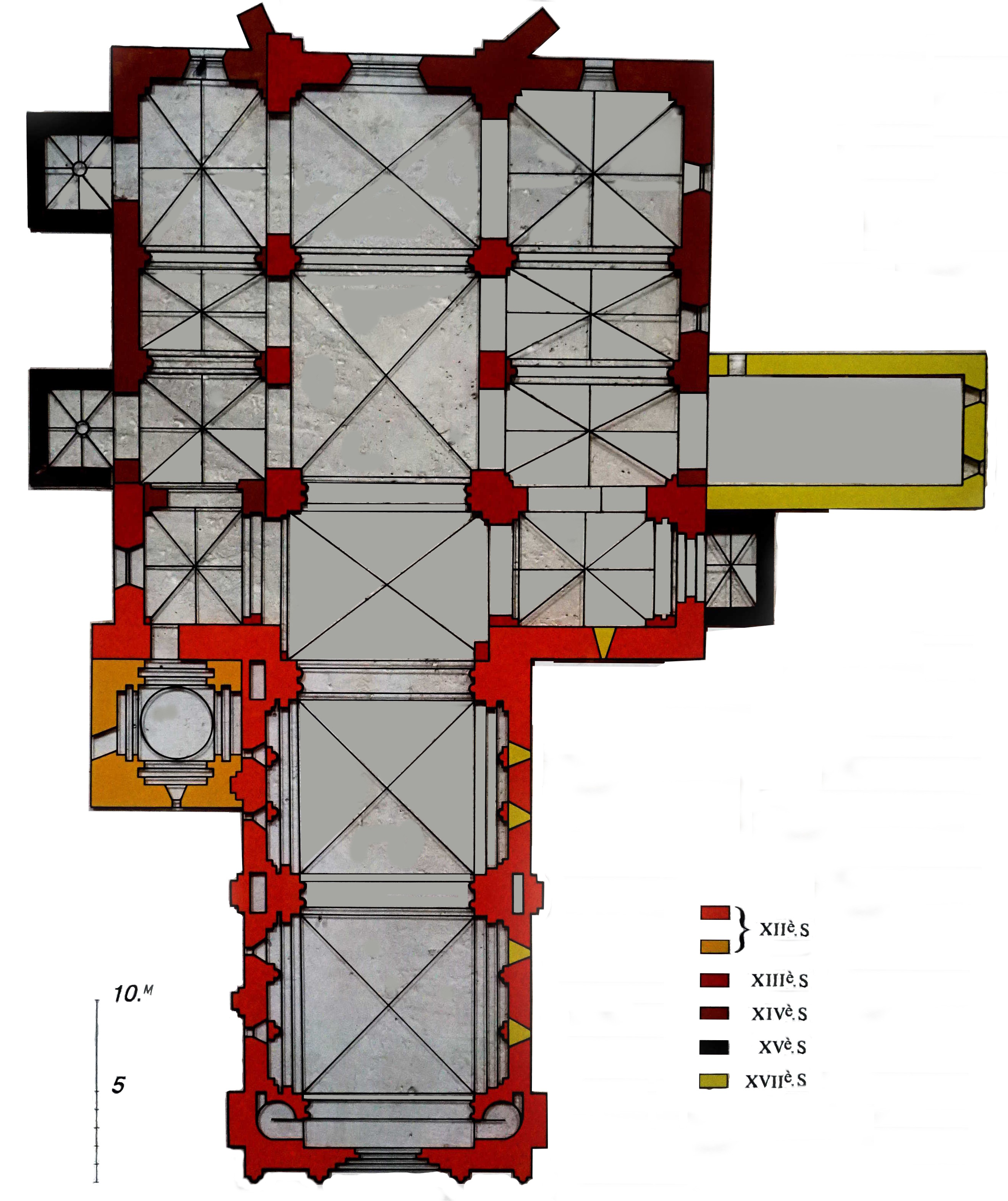
Plan et dates de construction de l'église.

### Une église bâtie sur plusieurs siècles

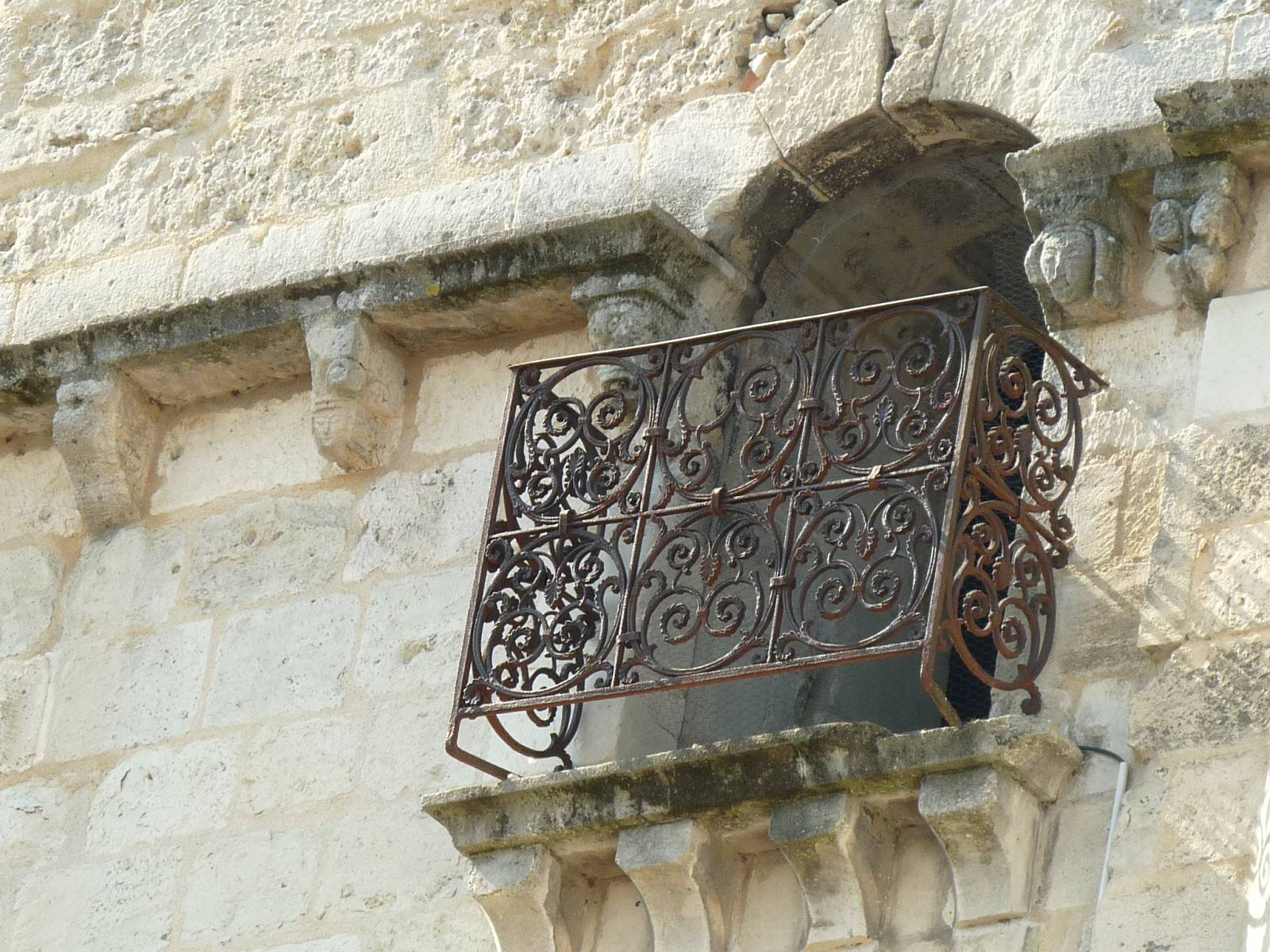
Détail du chevet plat et modillons.

L'église actuelle succède à un premier édifice en bois établi dans le courant du XIe siècle par les moines bénédictins de l'abbaye d'Ébreuil, important établissement religieux situé en  Auvergne. À partir de 1130, le monastère consacre une large partie de ses revenus à l'édification d'une imposante église prieurale dans un style roman mêlant influences saintongeaises (façade), angoumoisines (élévation des murs de la nef) et périgourdines (clocher). La construction initiale dure pendant une période estimée à 50 ou 80 années.
Au XIIIe siècle, le transept et le chœur sont partiellement reconstruits. Au siècle suivant, des voûtes à croisées d'ogives viennent remplacer la file de coupoles qui couvrait originellement l'édifice. Lors des travaux de nettoyage de la pierre en 1995, il a été découvert que les clefs de voûte de la nef étaient peintes en rouge et or et fermées par des bouchons en bois.
Deux chapelles latérales sont également ajoutées de part et d'autre du chœur au XIVe siècle. Au XVe siècle, la façade se voit dotée d'une large rosace à remplage flamboyant, cadeau de  Jean d'Orléans (grand-père du roi François Ier).

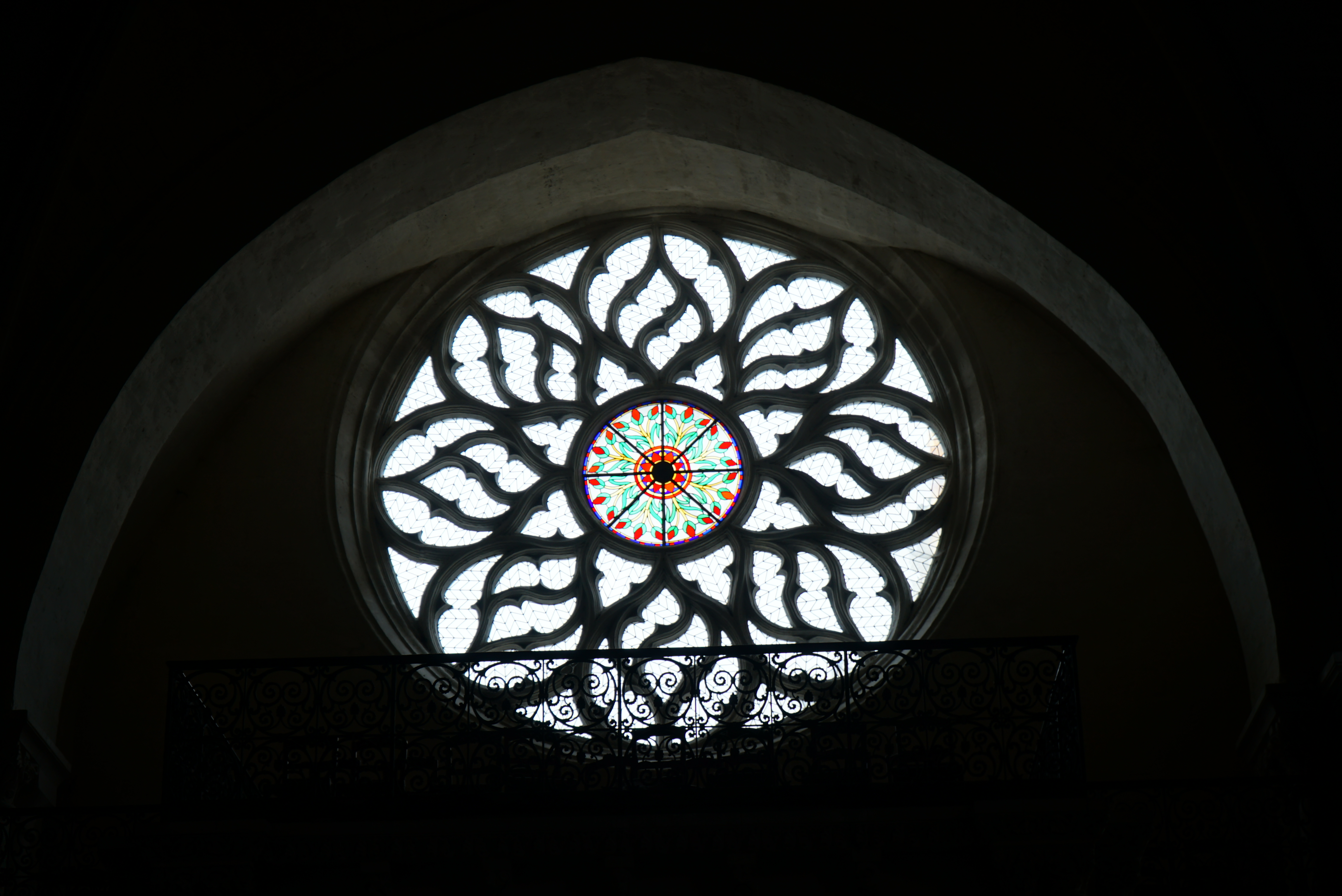
Rosace de l'église Saint-Léger vue de l'intérieur.

Deux chapelles votives dédiées à saint Joseph et sainte Anne viennent se greffer au niveau de la première et de la troisième travée de la chapelle latérale du Sacré-Cœur (à gauche du chœur). Une autre, appelée "chapelle des morts", située dans le prolongement du croisillon sud, servait de chapelle mortuaire lorsque les familles n'avaient pas assez de place pour garder les corps des défunts chez eux. Dans le même temps, l'église est fortifiée et munie d'un chemin de ronde.
Les guerres de Religion entraînent la reconversion de l'édifice en temple protestant pendant une vingtaine d'années à partir de 1598. Quelques sculptures sont victimes de brèves poussées iconoclastes, particulièrement celles qui ornent les voussures du portail. En 1622, alors que se développe la politique de Contre-Réforme, une communauté de religieuses bénédictines prend possession des bâtiments de l'ancien prieuré, d'où elles seront chassées en 1792 par la Convention.

### Une église restaurée en profondeur auXIXesiècleet entretenue auXXesiècle

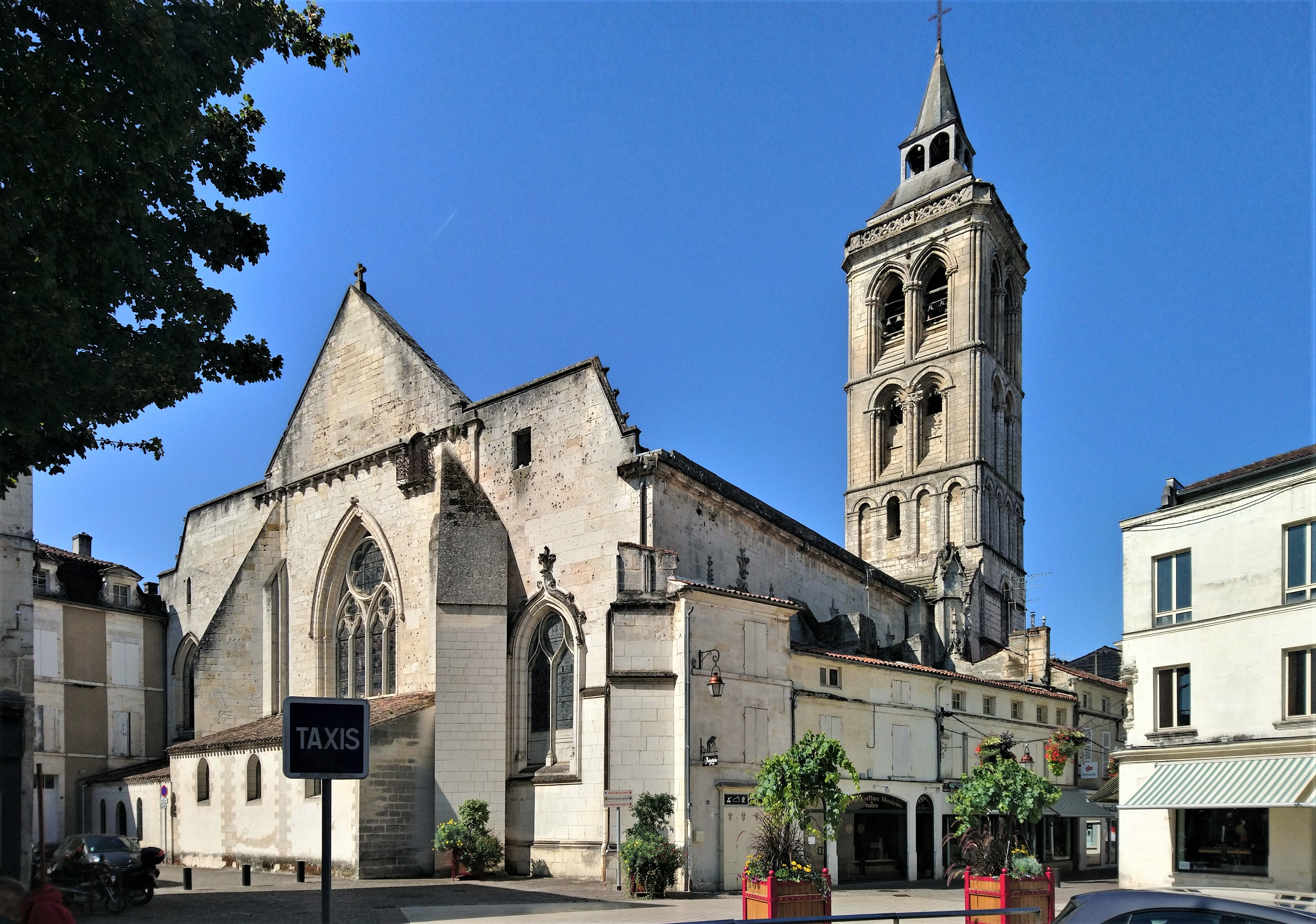

L'église, qui souffre de quelques déprédations durant la période révolutionnaire, est restaurée par Paul Abadie entre 1845 et 1860. De cette époque date notamment les fresques des chapelles du Sacré-Cœur et de la Vierge, le décor néo-gothique du chœur ainsi que les galeries et plusieurs modillons, refaits à l'identique en 1860. Paul Abadie n'a pas restauré la façade, sans doute arrêté dans son élan, à la suite du refus des autorités d'accepter son projet de remplacement de la rosace par des ouvertures de style néo-roman.
En 1861, les grandes orgues sont installées dans une tribune aménagée derrière le maître-autel. Deux buffets séparés permettent de dégager la verrière du chevet, typique de l'architecture rayonnante.
Plusieurs aménagements ont lieu dans le courant du XXe siècle : celui de la chapelle Saint-Pierre (prolongement de la chapelle de la Vierge à droite du chœur) est réalisé en 1960. Il s'agit en fait de l'ancienne salle capitulaire du couvent bénédictin. Une campagne de restauration concernant l'ensemble de l'édifice est menée de 1995 à 1999.

## Architecture
D'un point de vue architectural, l'église Saint-Léger est un édifice de synthèse reprenant des éléments typiques de l'architecture romane saintongeaise, angoumoisine et périgourdine, auxquels sont venus se greffer des adjonctions gothiques lors de remaniements ultérieurs.

### La façade
L'une des parties les plus anciennes de l'édifice est la façade, caractéristique du style roman saintongeais. Large d'un peu plus de douze mètres, elle se divise en trois registres horizontaux. La partie inférieure accueille un portail à quatre voussures ornées de motifs géométriques et végétaux, hormis la voussure supérieure où sont représentés les signes du zodiaque, accompagnés des travaux de chaque mois. On peut ainsi remarquer :

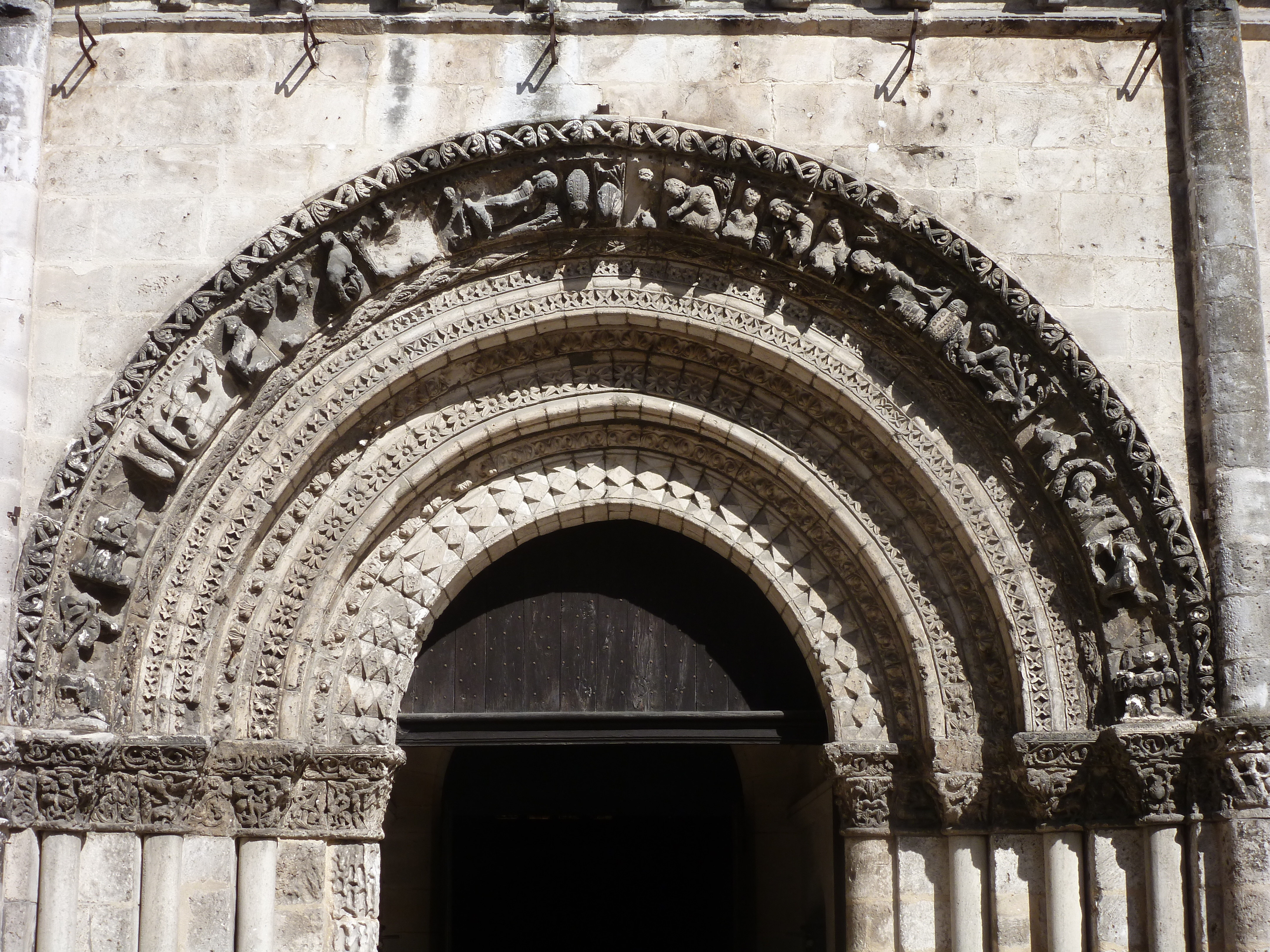
Le zodiaque de l'église Saint-Léger de Cognac.

- Verseau : un personnage assis symbolise l'hiver et l'attente du réveil de la nature.
- Poissons : un homme assis se réchauffe auprès d'un feu.
- Bélier : un homme taille des arbres.
- Taureau : une femme cultive des champs.
- Gémeaux : sculpture mutilée.
- Cancer (représenté ici sous la forme d'une tortue, suivie d'une coquille Saint-Jacques) : un homme moissonne.
- Lion : une femme lave le linge.
- Vierge : un homme bat le blé avec un fléau.
- Balance : un vigneron fait les vendanges.
- Sagittaire (représenté ici sous la forme d'un chat) : un homme abat des glands.
- Scorpion : un personnage donne à manger à un porc.
- Capricorne : un homme attablé.

Il convient de noter l'inversion entre le Sagittaire et le Scorpion, une erreur qui ne trouve pas d'explication. Entre la tortue symbolisant le Cancer (vraisemblablement une signature d'un Compagnon du Tour de France, tout comme le Sagittaire représenté par un chat) et l'activité du mois de l'année (un homme moissonnant), est intercalée une coquille Saint-Jacques, qui indique que l'église pouvait servir de relais sur le chemin de Saint-Jacques de Compostelle; alors que celui-ci passe à l'écart de Cognac.
Les colonnettes portent des chapiteaux à motifs végétaux ou historiés. À droite, on distingue notamment des feuillages, un ange tenant un homme nu à l'écart d'un démon griffu, deux vautours agrippant de leurs serres le cou de quadrupèdes pendant qu'ils leur dévorent le cœur ou encore des personnages qui se battent. À gauche, on peut remarquer deux anges encadrant un Christ en gloire dans une mandorle, des vautours et des quadrupèdes, le sacrifice d'Abraham et des oiseaux attaquant plusieurs personnages.
De part et d'autre du portail, deux  arcades aveugles en berceau brisé abritent des bas-reliefs représentant l'Épiphanie (arcade de gauche) et une scène indéterminée - peut-être l'Apocalypse ou Pâques (arcade de droite).
L'étage supérieur est formé de deux niveaux d'arcatures en plein cintre séparés par deux corniches à modillons. S'inscrivant dans l'espace formé par deux colonnes engagées, la rose à remplage flamboyant date du XVe siècle. Le sommet de la façade est quant à lui occupé par un large fronton triangulaire presque totalement dépourvu d'ornementation.

### Description générale de l'intérieur

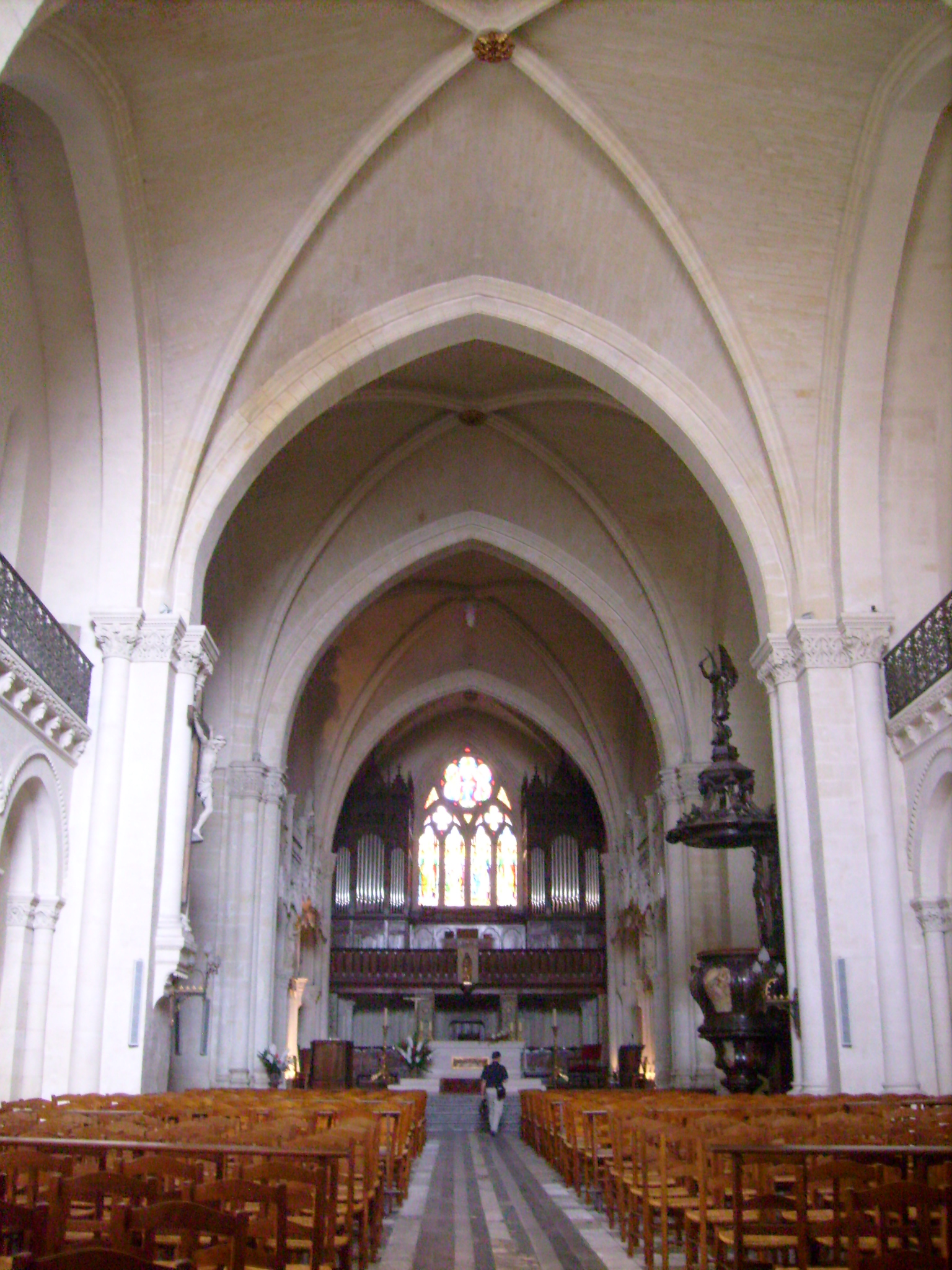
Vue intérieure de l'église Saint-Léger.

#### La nef
La nef unique est longue de 31 mètres 68 pour une largeur de 11 mètres 08. Divisée en deux travées, elle était à l'origine couverte de deux coupoles qui ont été remplacées au XIVe siècle par des voûtes ogivales à nervures prismatiques, lesquelles prennent appui sur des piles et des faisceaux de colonnes engagées. Les murs sont animés d'un jeu d'arcades aveugles. Groupées par trois, celles-ci sont surmontées d'une corniche à modillons et d'une tribune à balustrade en fer forgé. Cette disposition se retrouve en partie à la cathédrale Saint-Pierre d'Angoulême, édifice contemporain de l'église Saint-Léger. 2 tableaux, d'auteurs inconnus, ornent la nef, à gauche en entrant, une copie de la Dormition de la Vierge peinte par Le Caravage, à droite, Jésus priant à Gethsémani.

#### Le transept
Le transept, long de 29 mètres 92 pour 4 mètres 75 de largeur, a été entièrement refait au XIIIe siècle. Si la croisée accueille une croisée d'ogive quadripartite, les croisillons sont couverts d'une voûte sexpartite.
À l'intersection du croisillon sud et de la nef, la chaire monumentale de style Louis XV date de 1853. Œuvre d'un compagnon du Tour de France, elle est entièrement en acajou et ornée de panneaux de marbre des Pyrénées. Initialement prévue pour la cathédrale Saint-André de Bordeaux, elle a été échangée avec celle commandée pour Cognac. Les deux chaires sont presque identiques.

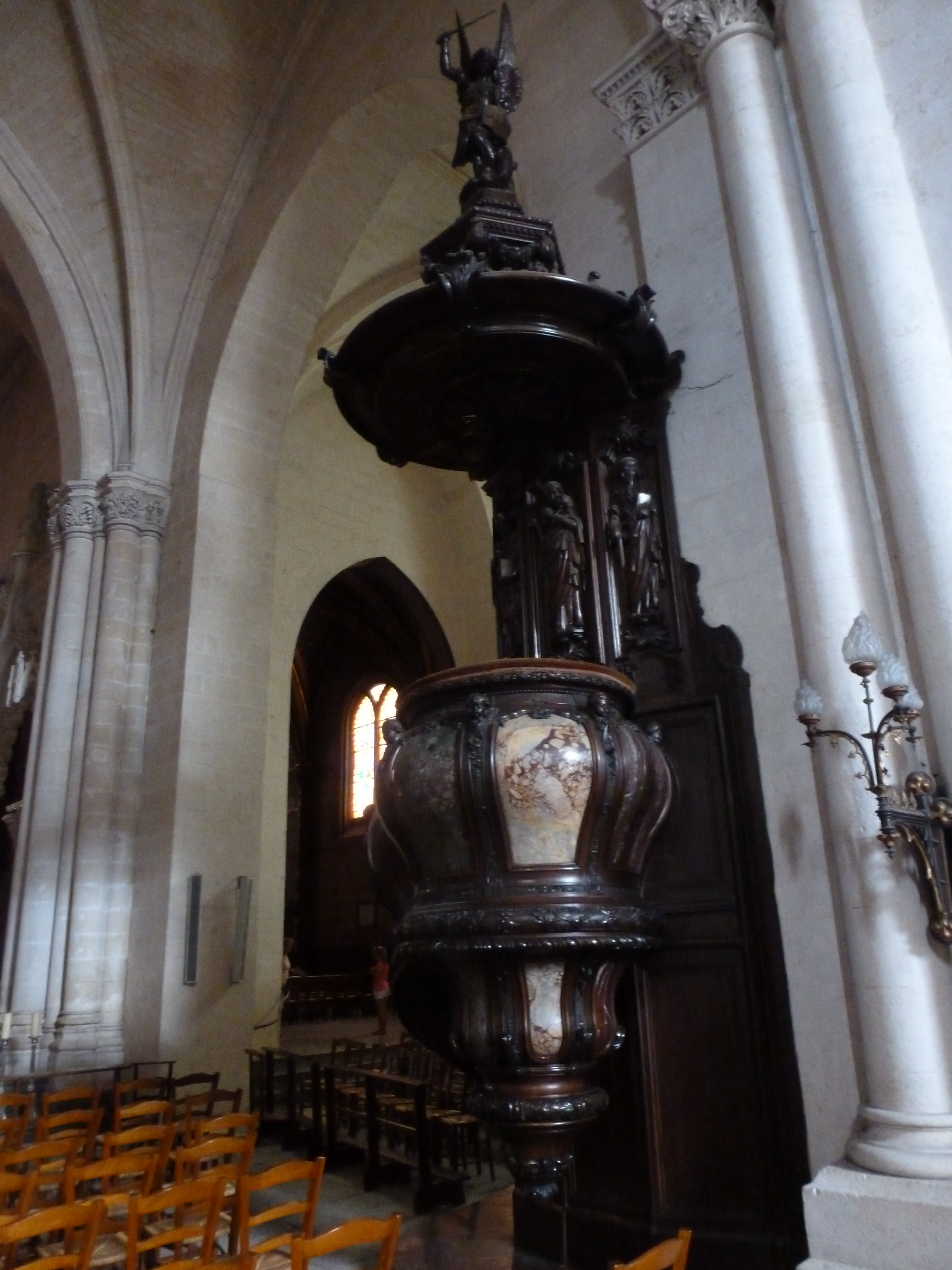
Chaire de l'église Saint-Léger.

Le croisillon sud est flanqué d'une chapelle saillante abritant une Pietà en marbre de Carrare datant de la fin du XIXe siècle, œuvre de l'artiste Paulo Triscornia di Fernando. La chapelle est surmontée d'un vitrail, placé dans une ouverture de style roman. Il est constitué de formes géométrique, et est bicolore, la couleur dominante étant une grisaille, avec quelques cercles en bleu de Chartres. Ce vitrail est le seul de l'église qui n'ait jamais été restauré depuis sa pose au XIIIe siècle.

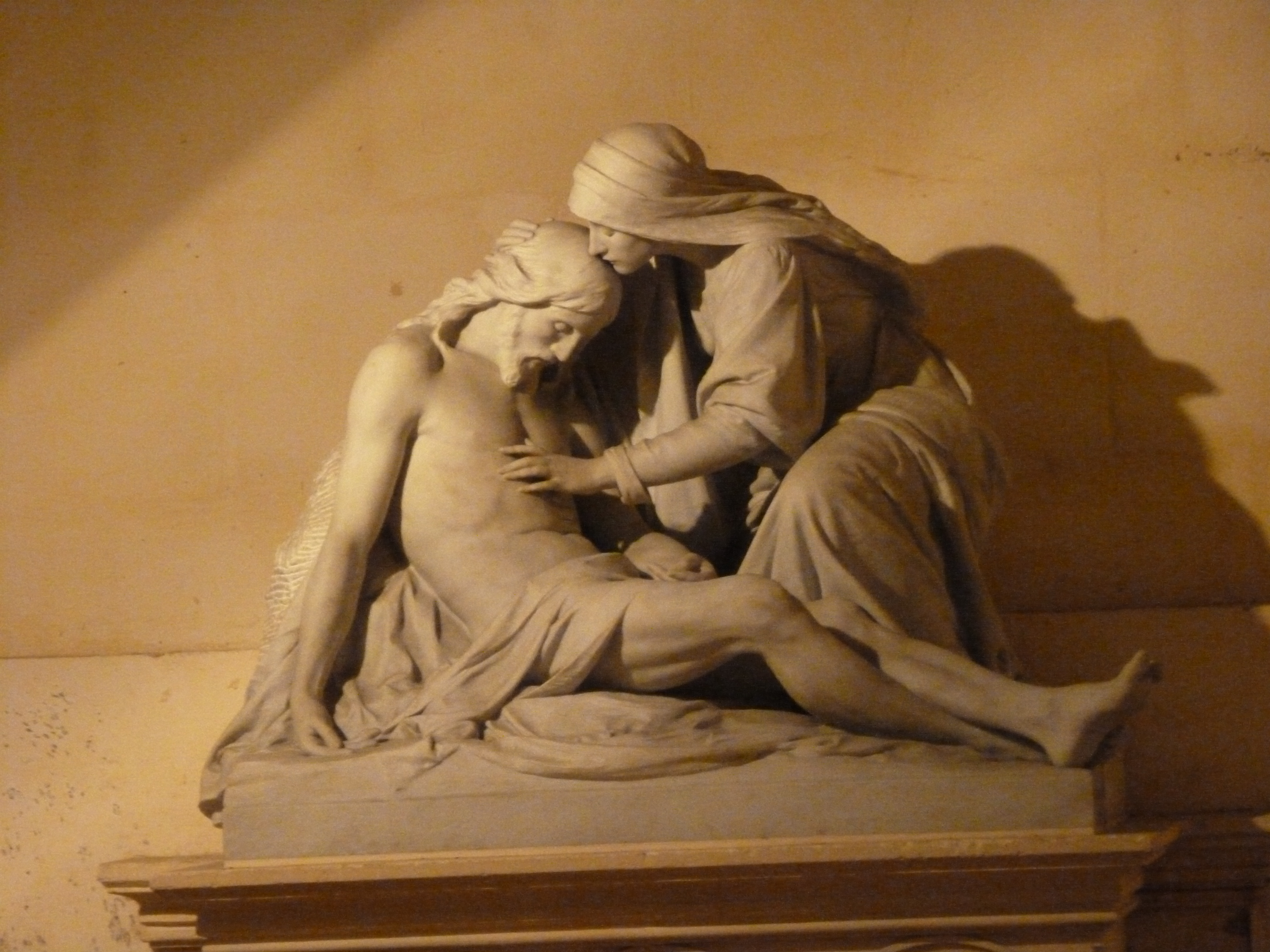
La piétà de l'église Saint-Léger.

Le transept droit abrite un tableau de Jacques Blanchard. Daté de 1629, il représente l'Assomption, et est le fruit d'une commande de Jean de Monbron, comte de Fontaine (apparenté à la Maison de Lusignan), dont la sœur était la supérieure du couvent bénédictin attenant à l'église. Le tableau porte les armoiries de la famille de Monbron dans le coin inférieur droit. Ce tableau, disparu lors de la Révolution, a été retrouvé dans les réserves du musée du Louvre.

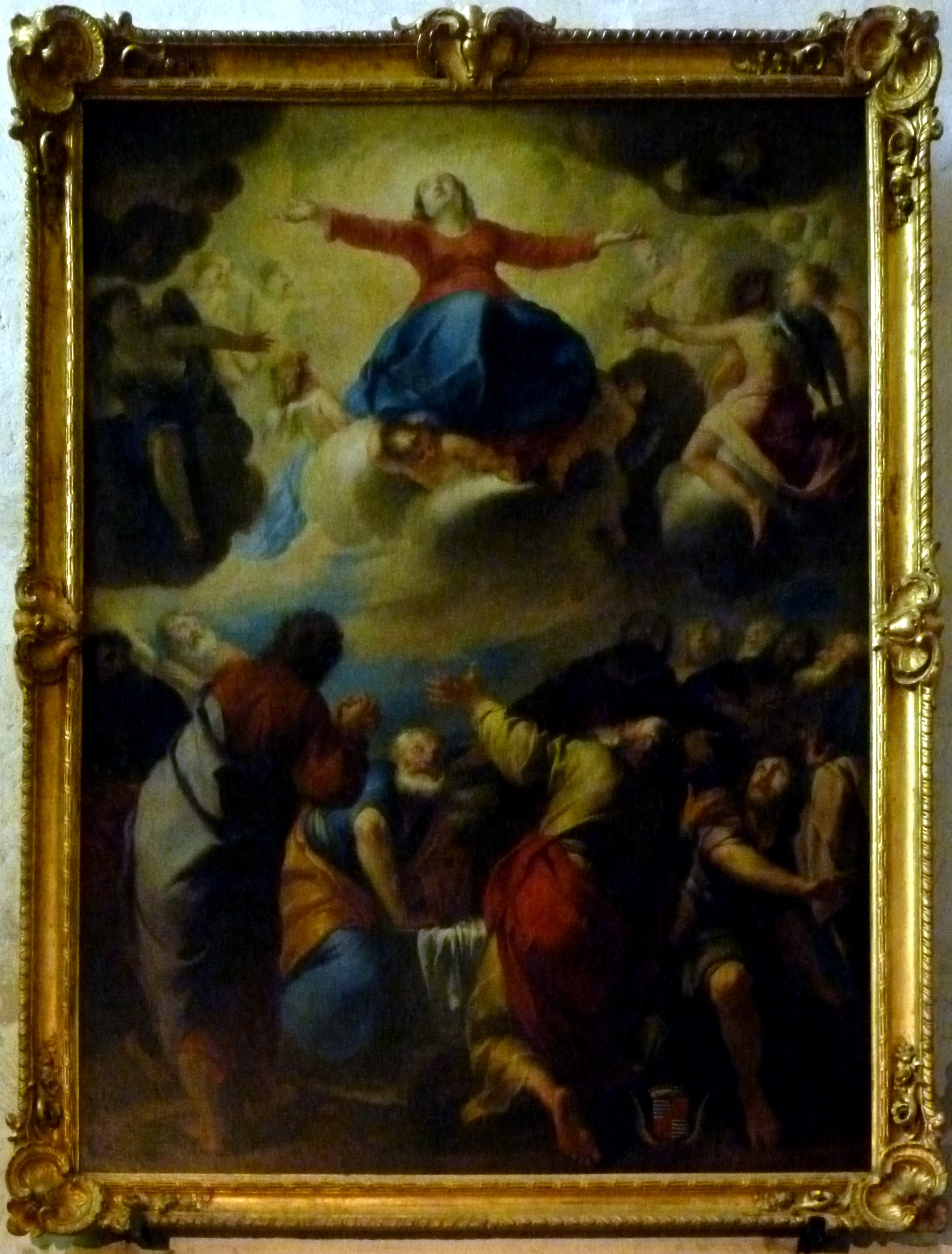
Assomption peinte en 1629 par Jacques Blanchard.

Sous le tableau, un passage ouvert permet de rejoindre l'ancien cloître du couvent.
Le croisillon nord est flanqué d'une chapelle romane couverte d'une coupole sur pendentifs, laquelle sert de base à un puissant clocher à quatre étages (baies en plein cintre, arcatures puis baies géminées forment les trois étages de la souche romane, prolongée par une chambre des cloches aux baies en cintre brisé et par une flèche atypique couverte d'ardoises qui datent du XVIIIe siècle). Le vitrail ornant la face Nord est composé à partir de couleurs très vives. Il comporte quatre saints : en haut à gauche, Saint Louis, à droite Jeanne d'Arc. En bas, à gauche: Sainte  Marie-Madeleine reconnaissable à son pot d'onguents, à droite  Jean-Baptiste.
Dans le bras gauche du transept, se trouve un tableau daté du XVIIe siècle, représentant deux épisodes de la vie de saint Eutrope, premier évêque de Saintes. À gauche, Eutrope baptise une jeune femme appelée Estelle (ou Eustelle) qui deviendra sainte elle aussi. À droite, le père d'Estelle, gouverneur romain de Saintes, fait mettre à mort Eutrope, qui est tué d'un coup de hache. En s'approchant du tableau, deux lignes de couture apparaissent entre les deux scènes représentées. Ce tableau est en fait l'assemblage de deux tableaux distincts.

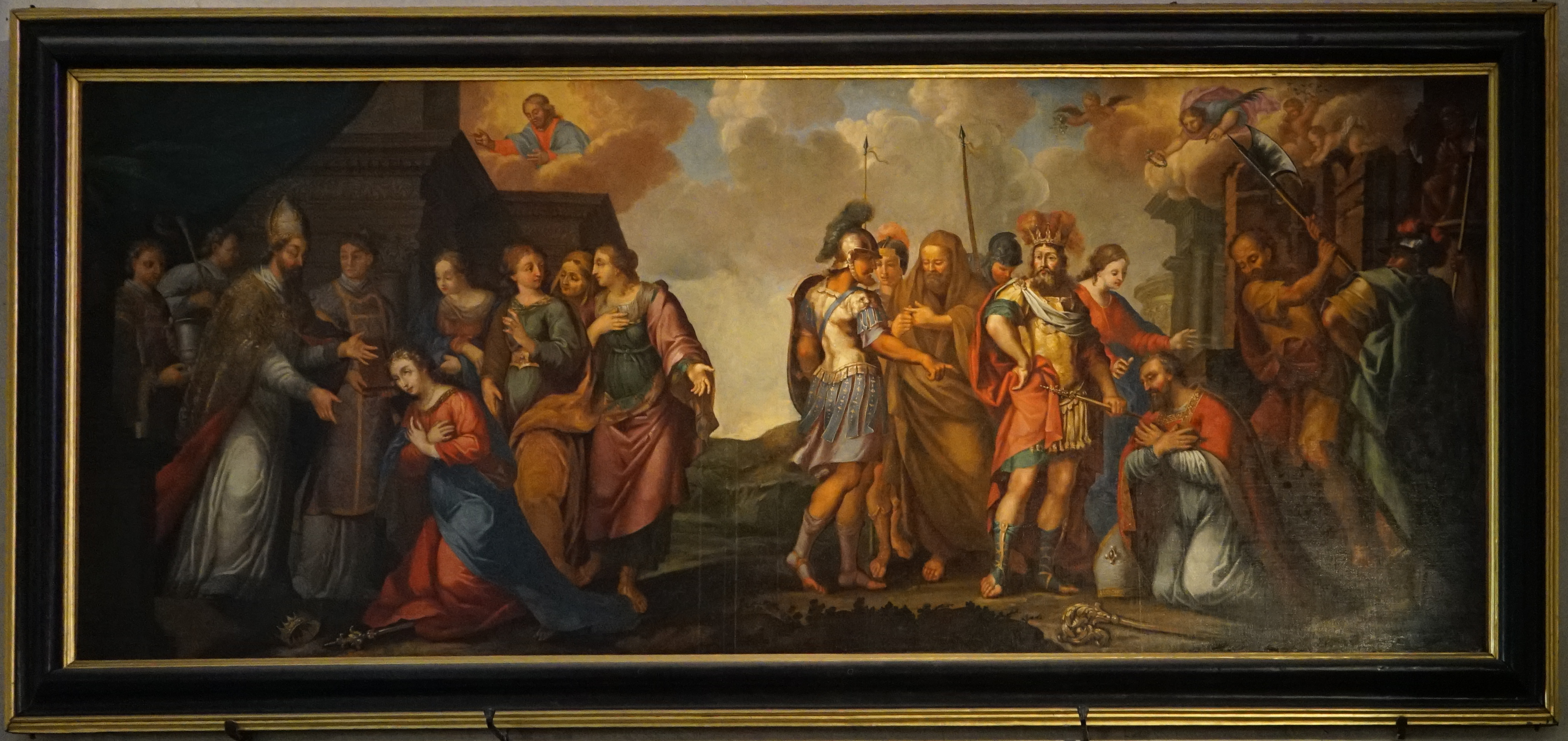
Scènes de la vie de saint Eutrope.

#### Le chœur

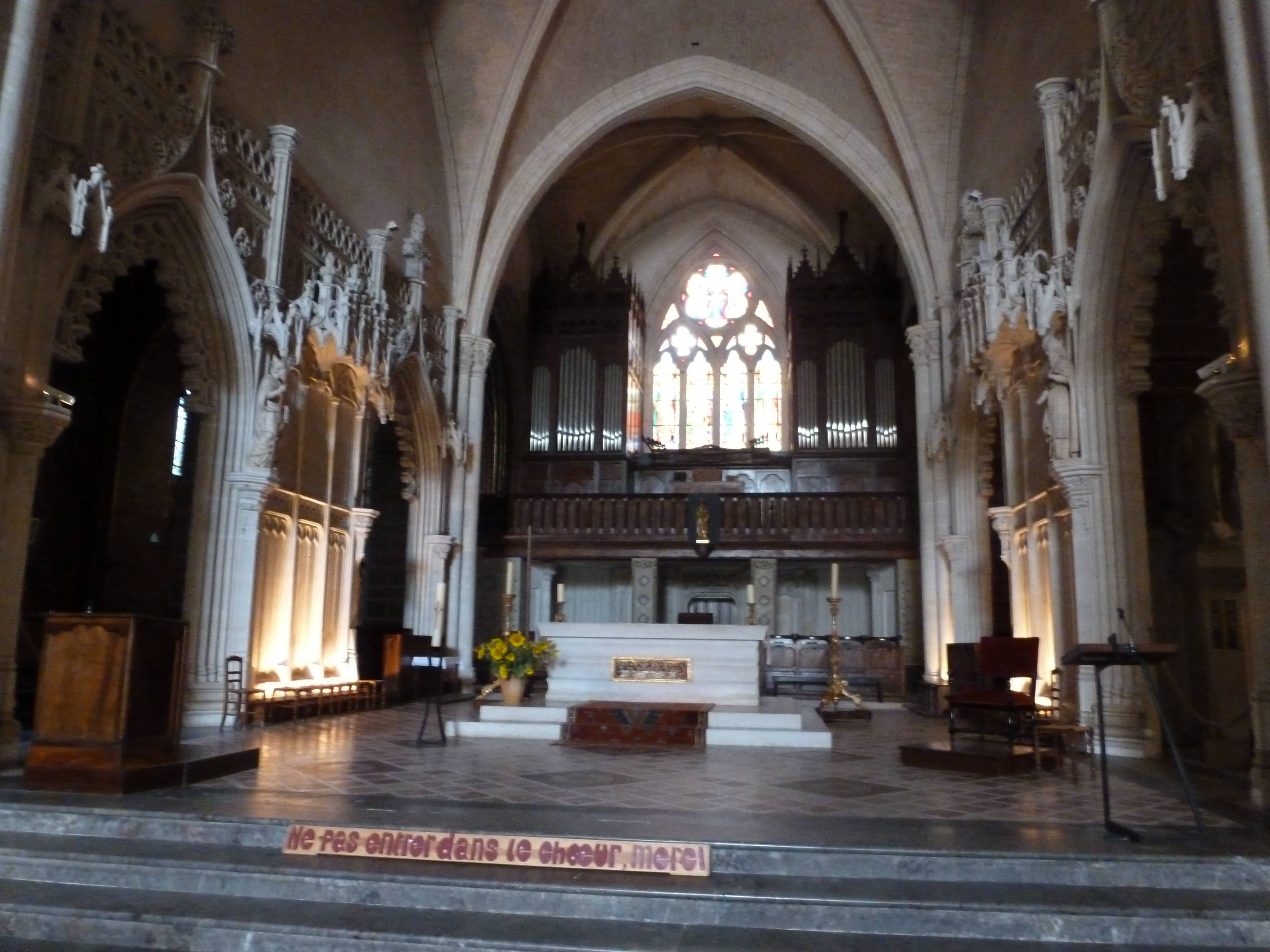
Chœur de l'église Saint-Léger, avec le vitrail encadré par les deux parties du buffet de l'orgue.

La partie centrale du chœur est longue de 24 mètres 19 pour une largeur de 11 mètres 20. Divisée en deux travées, elle est couverte de croisées d'ogives quadripartites à clefs de voûte pendantes. Des stalles en bois du XVIIe siècle sont disposées de chaque côté au fond du chœur.
Le chevet plat est percé d'une large baie de style gothique rayonnant qui se décompose en deux parties: la partie supérieure représentent Dieu, Jésus, l'Esprit Saint et les Douze apôtres dans trois ouvertures ayant la forme de colombes. La partie inférieure représente quatre saints évêques qui sont  Ausone (1er évêque d'Angoulême (diocèse de rattachement depuis la Révolution)), Eutrope (1er évêque de Saintes (diocèse de rattachement initial)), Caprais (1er évêque d'Agen)), et Léger (évêque d'Autun et patron de l'église). Fortement endommagé lors d'un incendie en 1990, le vitrail a été restauré à l'identique.
En 1861, les grandes-orgues ont été installées sur une tribune derrière le maître-autel, une disposition originale qui s'explique par la présence de la rosace au fond de l'église. Œuvre du facteur d'orgue Thébaud, associé aux établissements Boccière du Mans pour le  buffet, elles ont été restaurées en 1990. L'instrument comporte actuellement 39 jeux dont 3 en  chamade, ainsi qu'un système de transmission électro-pneumatique, révolutionnaire pour l'époque.
Deux collatéraux larges de 4,45 m doublent le vaisseau central. Couverts de croisées d'ogives sexpartites, ils forment deux chapelles latérales dédiées au Sacré-Cœur (à gauche du chœur) et à la Vierge (à droite). Elles sont ornées de fresques du XIXe siècle et sont éclairées par des vitraux de facture moderne.

#### La chapelle du Sacré-Cœur
Elle abrite un retable en bois doré du XVIIe siècle. S'inspirant des formes antiques, il est porté par deux séries de colonnes torses et accueille dans sa partie centrale une peinture représentant deux anges en adoration devant le Sacré-Cœur de Jésus. L'autel du XVIe siècle est le plus ancien autel conservé de l'église Saint-Léger, il s'agit d'un don de la famille Chesnel.
Le retable est surmonté d'un vitrail à la forme évoquant deux bougies allumées et dont les corps sont constitués de quatre scènes tirées des Évangiles, agencée selon deux thématiques : en haut à gauche, Jésus calmant la tempête, à droite l'épisode de la Samaritaine à qui Jésus demande à boire. La scène en bas à gauche représente Jésus accueilli par Marthe et Marie, celle de droite représentant Jésus accueillant les petits enfants.

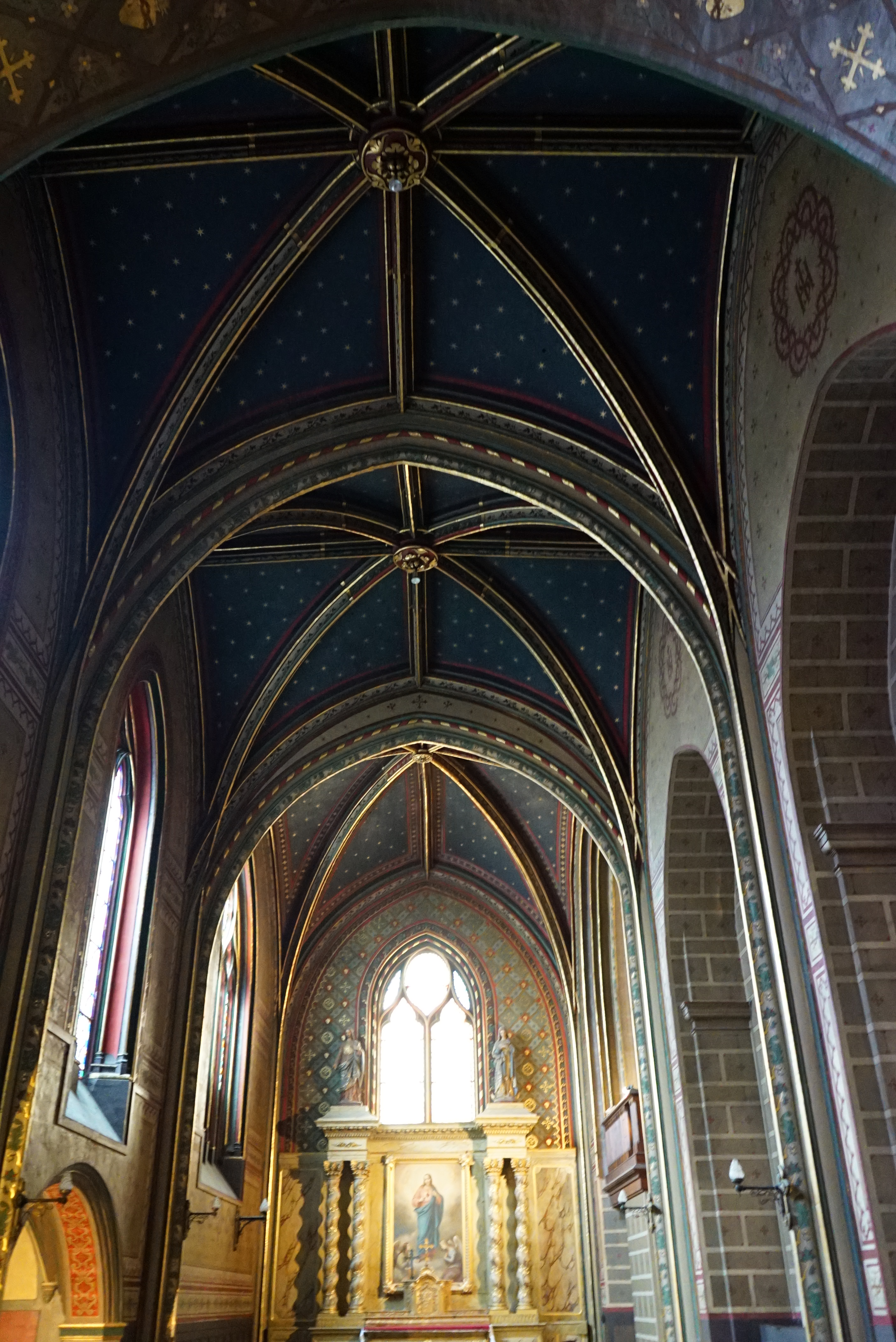
La chapelle.
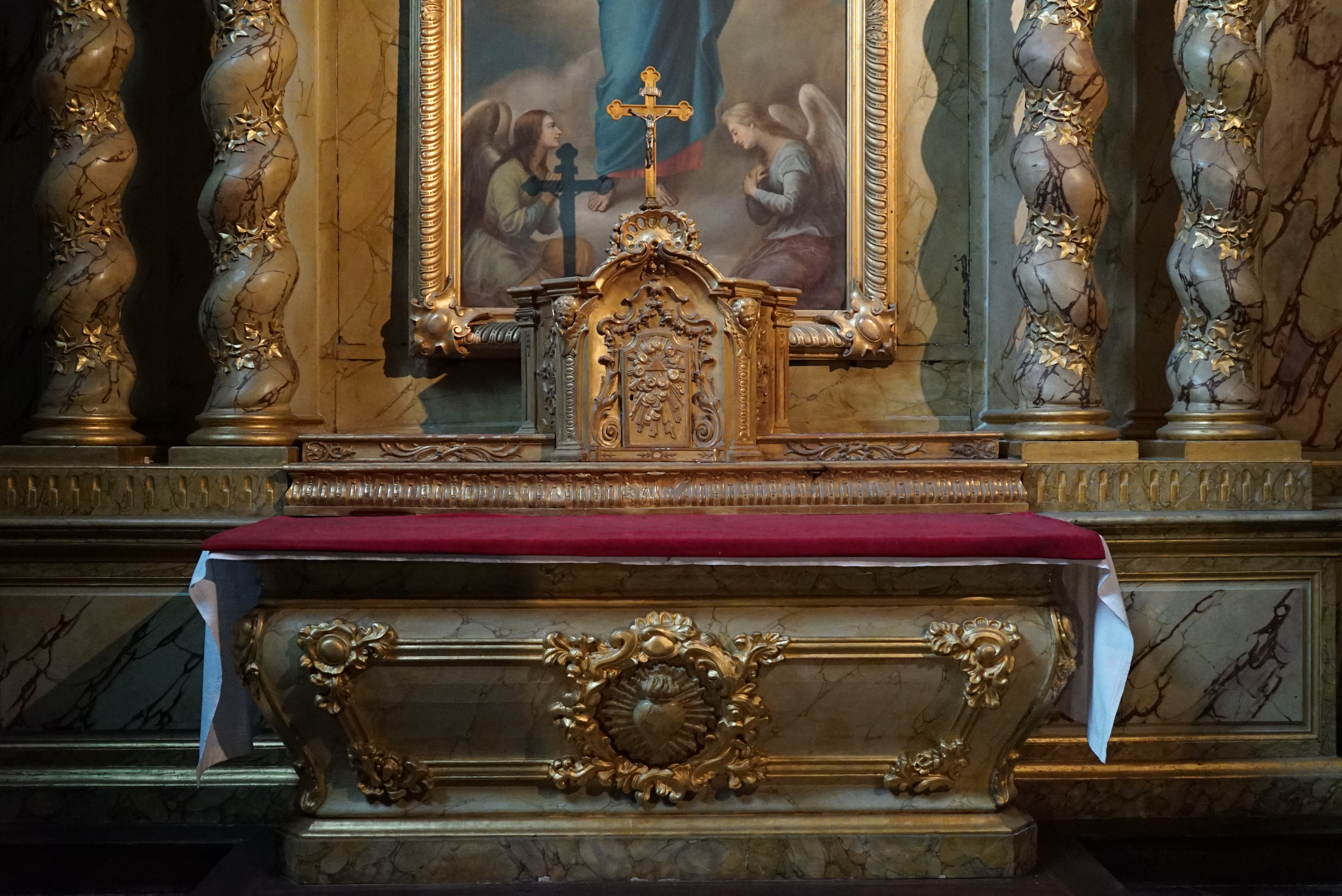
Autel.
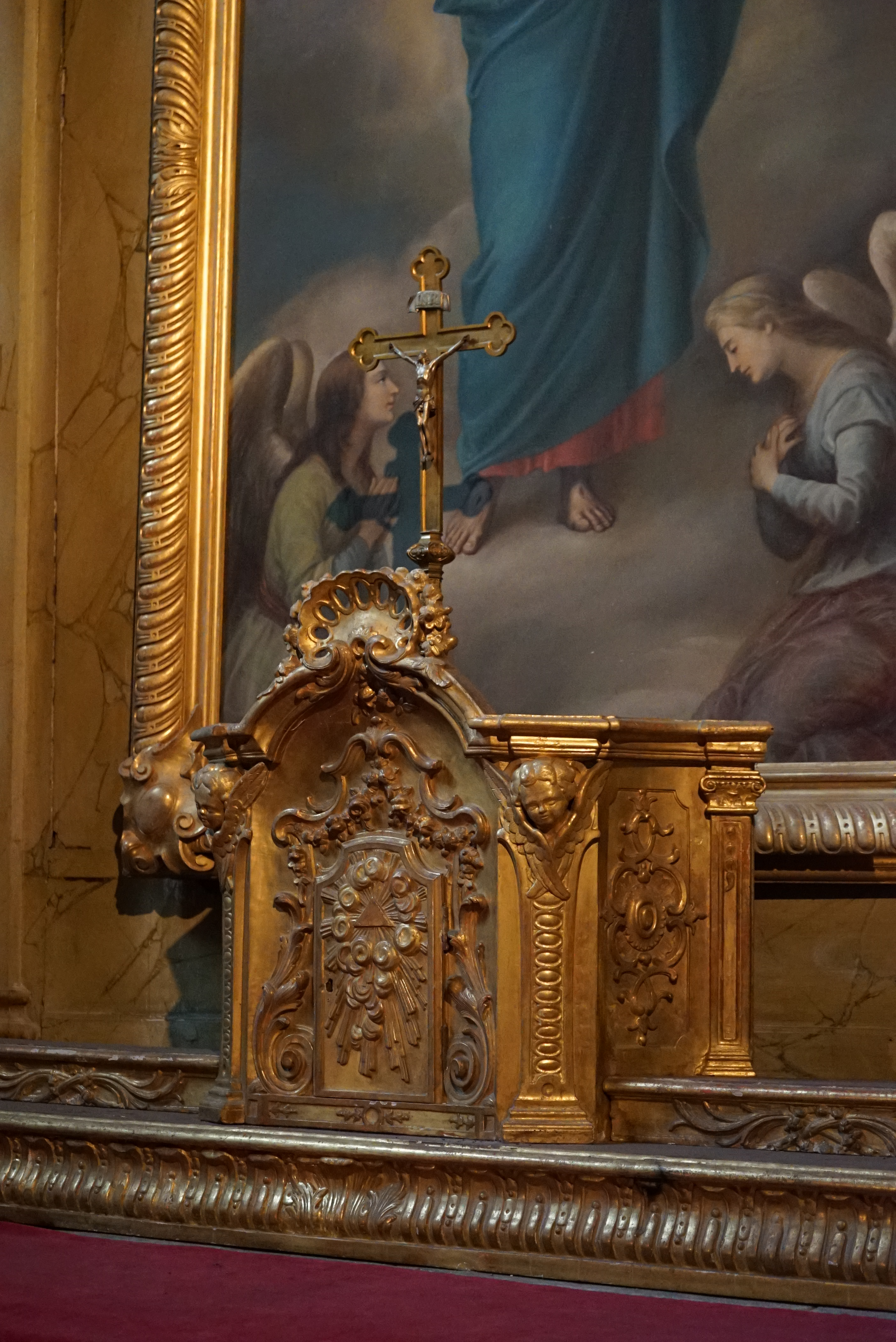
Retable XVIIe.
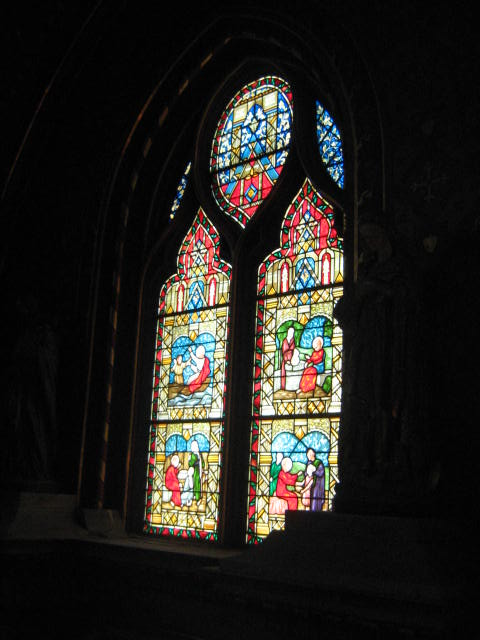
Vitrail de la chapelle du Sacré-Cœur.

#### La chapelle de la Vierge

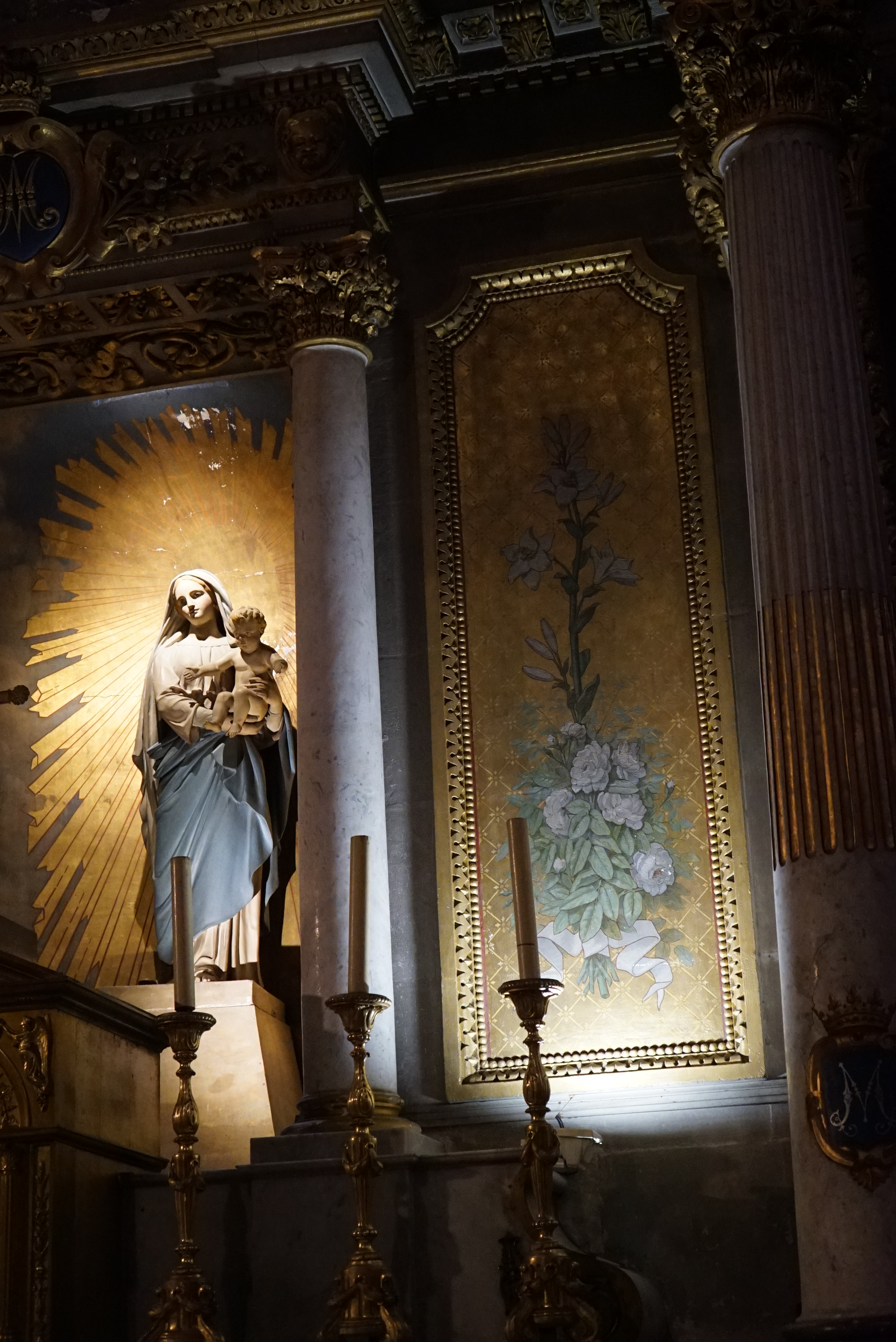
Marie,
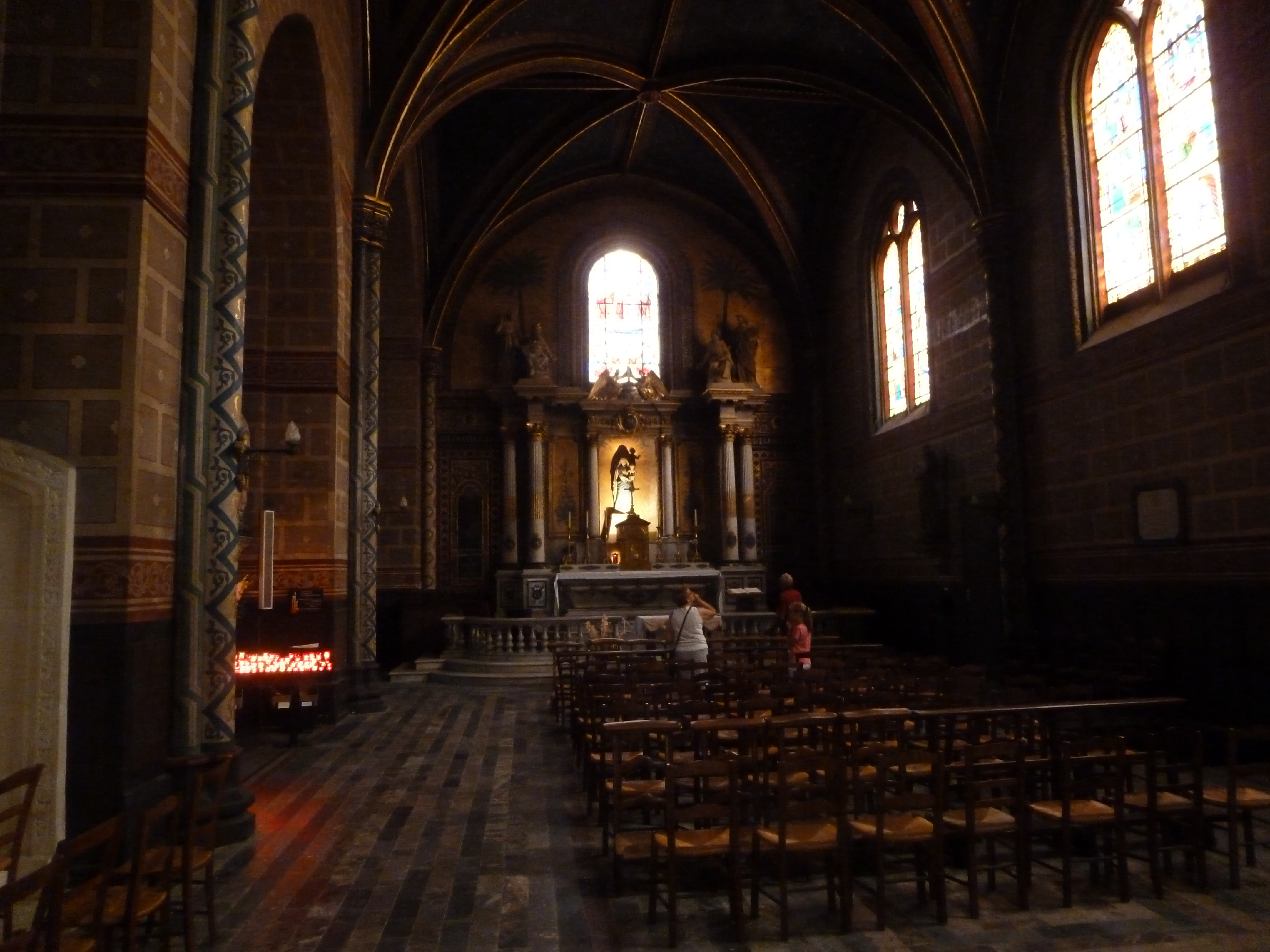
chapelle
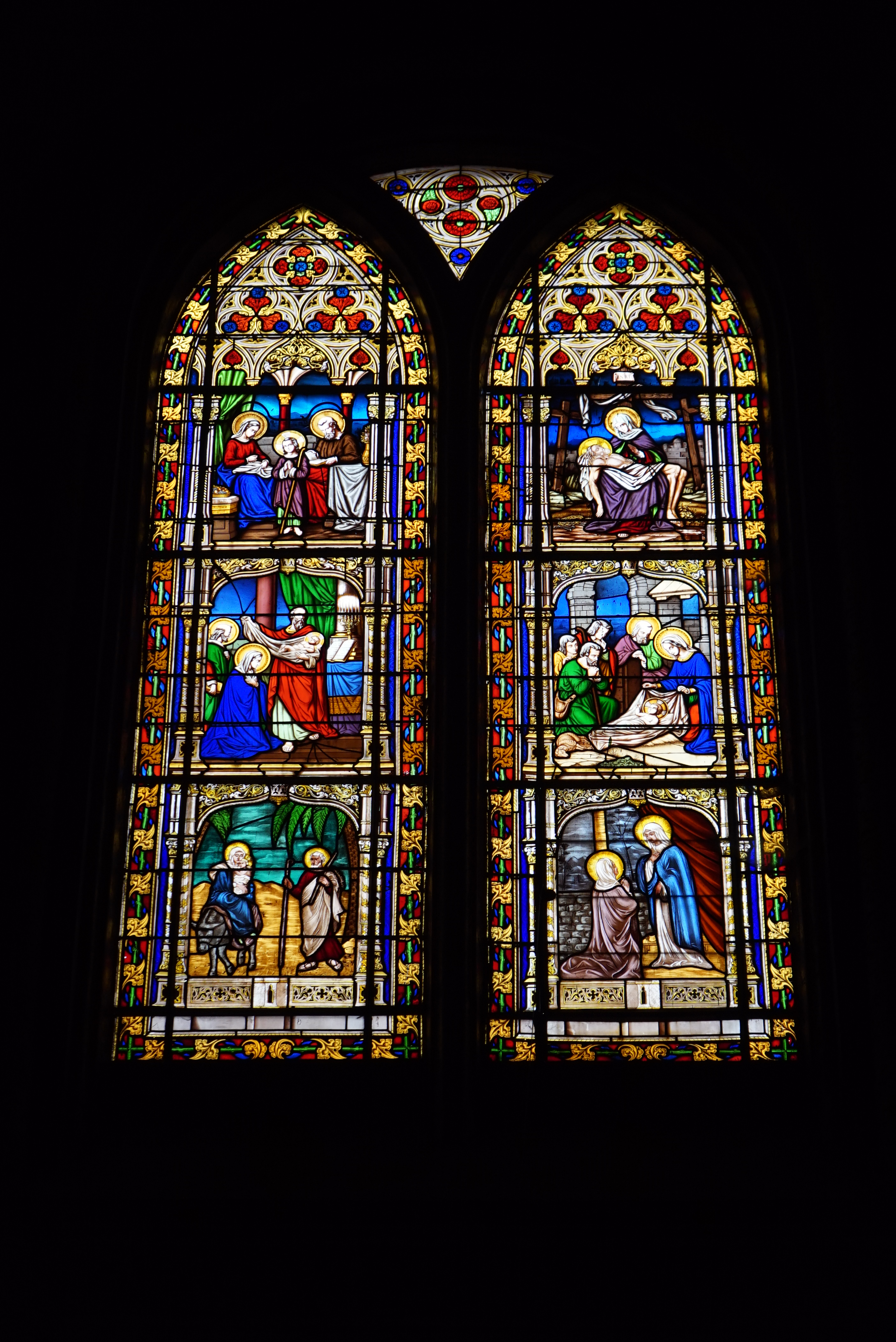
vitrail,
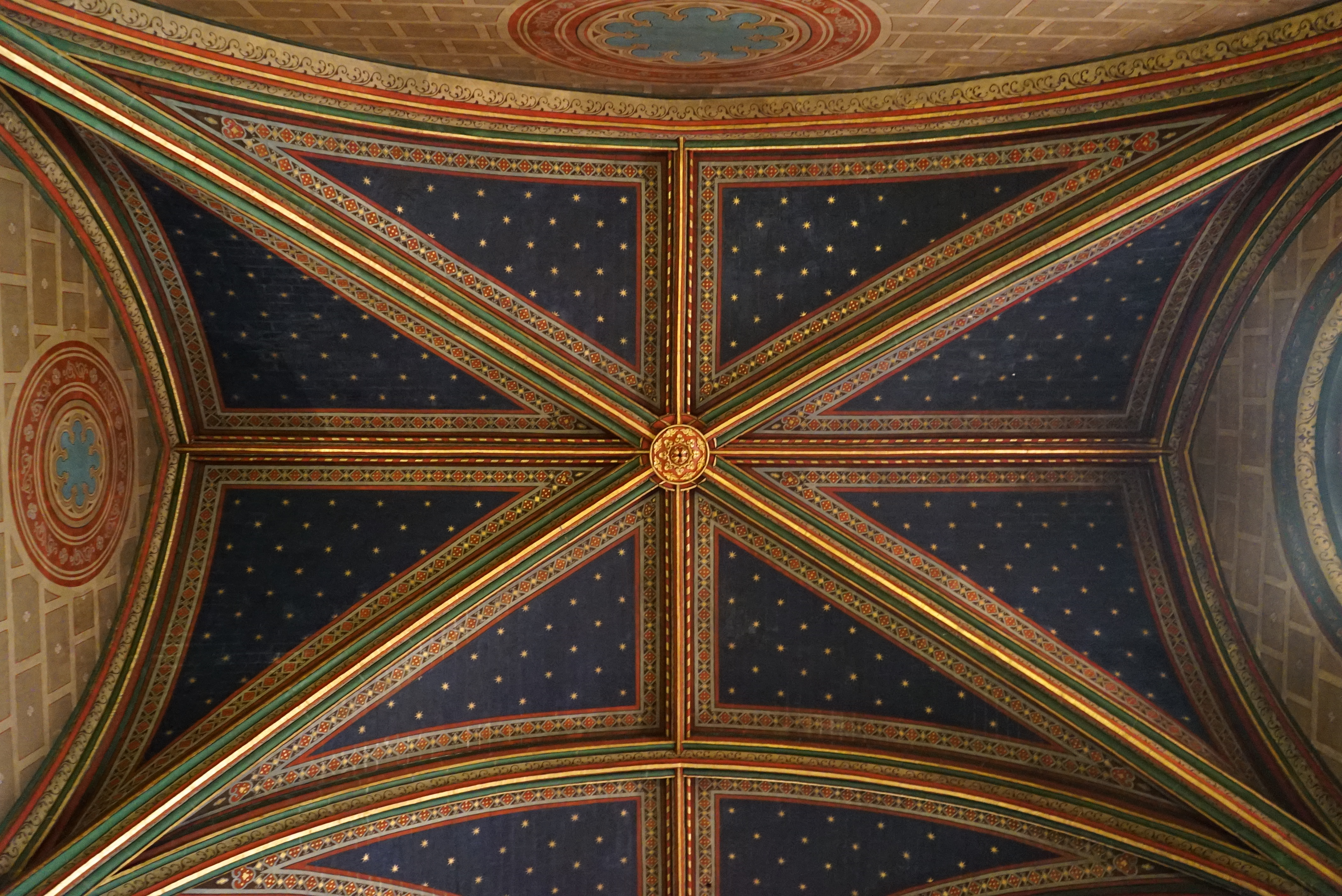
plafond,
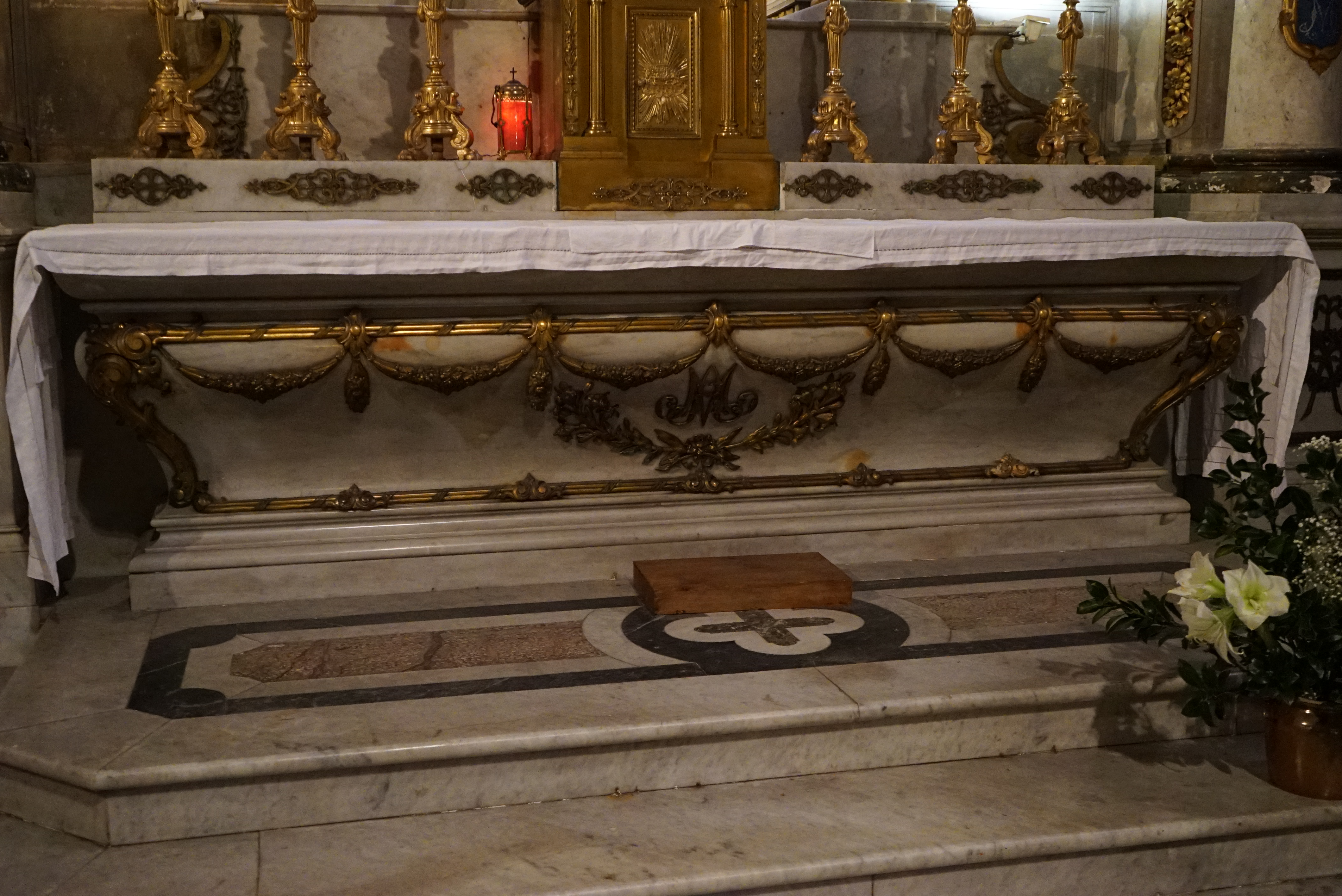
autel,
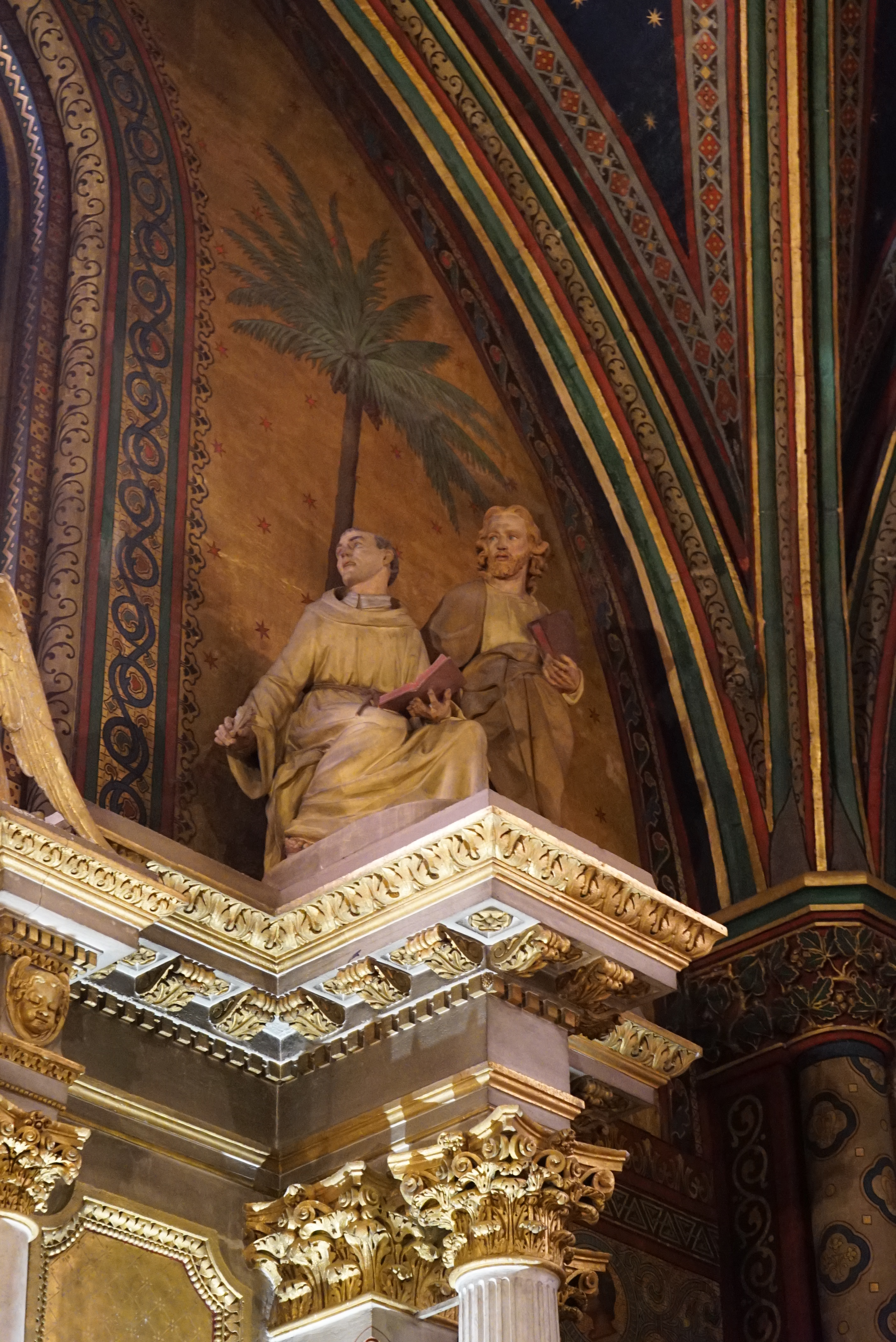
détail de l autel.

Dans cette chapelle se trouve un retable du XVIIIe siècle en marbre blanc. Les vitraux de la partie exposée au sud  représentent les différentes étapes de la vie de la Vierge (dix-huit scènes à raison de six par fenêtre), mais les scènes ne sont pas placées dans l'ordre chronologique, l'arrangement semble avoir été fait selon des regroupements thématiques (par exemple, la visite à sa cousine Elisabeth côtoie la fuite en Égypte).
Deux cœurs sont conservés dans les murs de cette chapelle : celui du chevalier  Otard et celui de Jean de Monbron.